# Trittico della Madonna in trono
Il Trittico della Madonna in trono è un dipinto a olio su tavola (69x47 cm il pannello centrale e 63,5x18,5 cm ciascuno scomparto laterale) di Hans Memling, databile al 1485 circa e conservato nel Kunsthistorisches Museum a Vienna.

## Storia
L'opera mostra iniginocchiato l'abate Jan Crabbe, che morì nel 1488, quindi è da ritenersi dipinta anteriormente.

## Descrizione e stile
Il trittico mostra la Madonna in trono col Bambino, un angelo e un donatore nel pannello centrale, i santi Giovanni Battista ed Evangelista nei pannelli laterali. Come tipico dei trittici fiamminghi le ante laterali sono chiudibili e sul retro sono dipinte con la rappresentazione di Adamo ed Eva entro nicchie. 
La composizione del pannello centrale replicata più volte dall'artista, spesso con poche varianti. Si basa sulla figura della Madonna col Bambino seduta su un trono coperto da un baldacchino, con uno schienale foderato di fastosi damaschi, che enfatizzano il centro nevralgico della composizione. Ai lati si trovano il committente inginocchiato e l'angelo musicante con la viola, che porge al bambino una mela, simbolo del peccato originale e quindi della redenzione da parte di Cristo. Tale gesto si ritrova anche in altre opere dell'artista, come il Trittico Donne e la Madonna in trono tra due angeli degli Uffizi.
I personaggi sono scanditi su un piano leggermente avanzato, a ridosso di un gradino su cui è posto un esotico tappeto anatolico. Il manto rosso di Maria crea un forte fulcro luminoso e coloristico nella scena, che è ripreso in alto dal baldacchino con frange mosse da un venticello, tra due festoni di frutta e fiori che rimandano all'arte norditaliana. La sacra conversazione è inserita in una fastosa architettura all'antica, con un grande arco aperto sul paesaggio e retto da colonne in marmi screziati, sui cui capitelli stanno coppie di putti nudi e altre figure. 
Ampio respiro hanno i due idilliaci paesaggi che si scorgono ai lati del trono, con un castello e una ponticello su un fiume e una città murata, dove l'artista mise a frutto tutta la conoscenza fiamminga nella resa atmosferica della prospettiva aerea. 

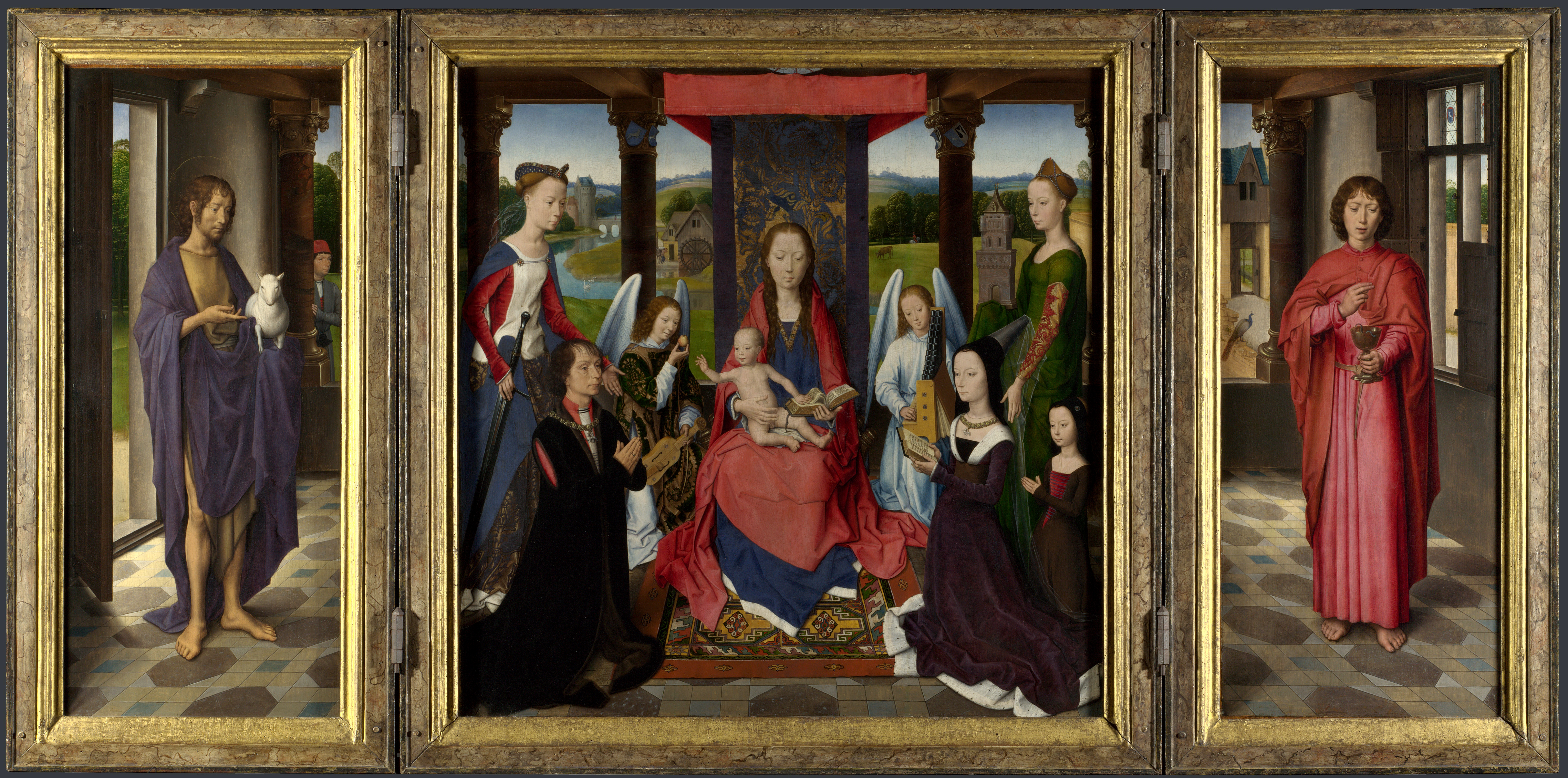
Il Trittico Donne
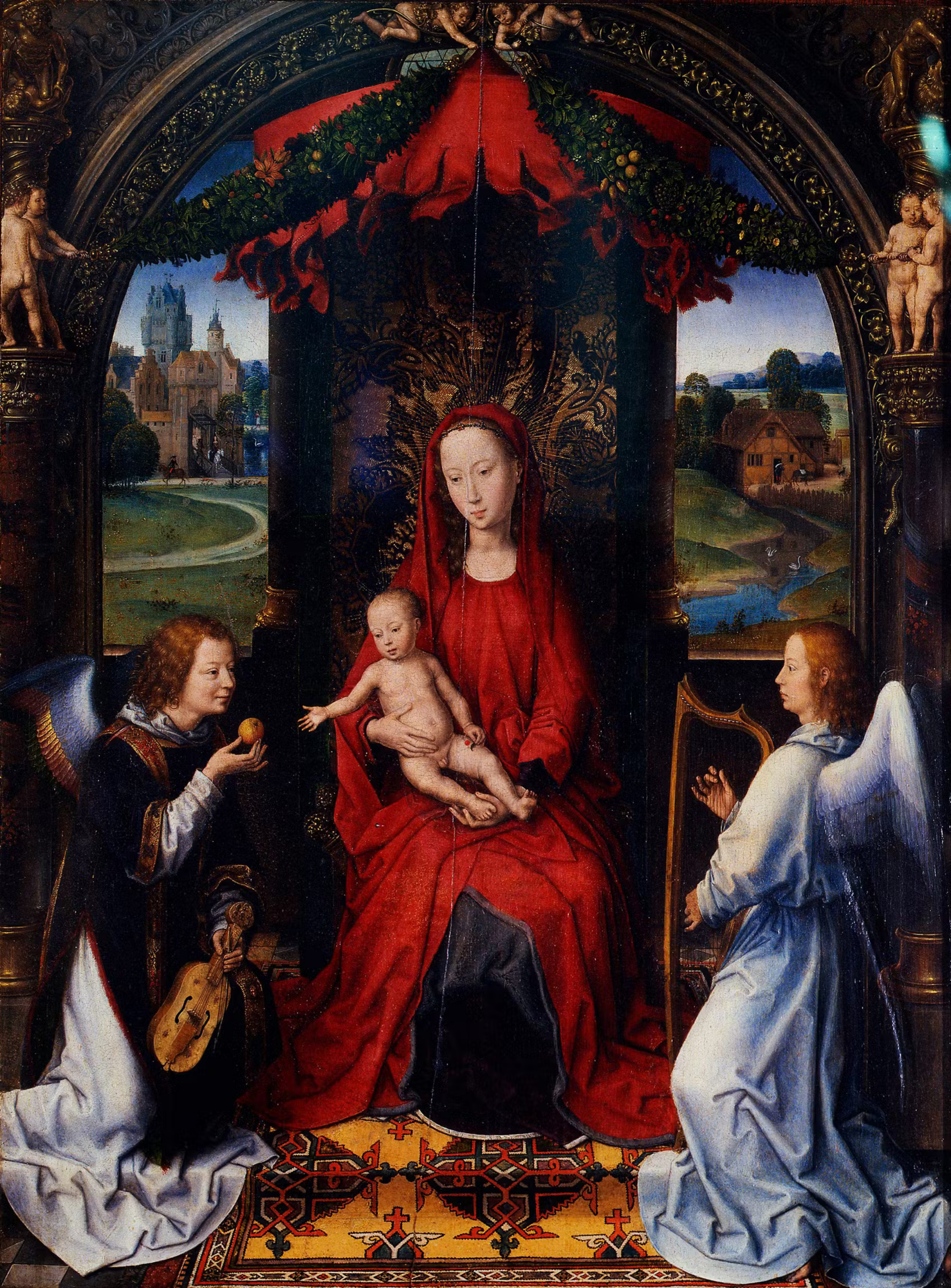
Madonna in trono tra due angeli, Uffizi